# 孟美人 (晋废帝)
孟美人（4世纪？—372年1月10日），晋废帝司马奕的妃子，封为美人。她和另外一名美人田氏共生了三个男孩。
太和六年（371年），桓温想要废黜皇帝司马奕，散布谣言，诬陷皇帝阳痿，其和孟美人、田美人所生的三个皇子是男宠相龙、计好、朱灵宝的儿子，如果建储立王，皇室将要改宗。十一月十五日，桓温以这个谣言为理由，请求晋穆帝的母亲褚太后（司马奕的婶母）废黜了司马奕，立琅邪王司马昱为晋简文帝。十一月十九日（372年1月10日），桓温处死了司马奕的三个儿子和他们的母亲田美人、孟美人。